# Кальяо
Калья́о (исп. El Callao /kæˈjao/) — специальный автономный регион и порт в Перу, на побережье Тихого океана, в 10 км к западу от центра столицы Перу — города Лима, чуть южнее устья реки Римак. Включает единственную провинцию — Конституциональную провинцию Кальяо, которая в свою очередь включает 8 районов. Самая маленькая административная единица первого уровня в Перу. В некоторых дореволюционных русскоязычных энциклопедиях описывается как Калльяо, Каллао де Лима и Каллао.
В городе находится крупнейший порт Перу, а также главный аэропорт страны. По данным переписи 2017 года в регионе проживает 994 494 человека. Площадь — 146,98 км². Со всех сторон окружён автономной провинцией Лима региона Лима и побережьем Тихого океана. Основная часть населения проживает на юге этого региона, в районе порта и полуострова Ла-Пунта. Рельеф равнинный, на севере холмистый (до 520 метров). В состав региона входит один из крупнейших островов Перу — Сан-Лоренсо, включённый в состав отдельного района без населения. Остров Сан-Лоренсо и мыс Ла-Пунта образуют полуоткрытую бухту, что повлияло на решение основать порт именно в этом месте, так как перуанское побережье отличается почти полным отсутствием гаваней, заливов и бухт.
Основан испанскими колонистами в 1537 году (через два года после Лимы), и вскоре стал одним из основных европейских портов испанской торговли на Тихом океане. На начало XX века порт имел паровые краны для погрузки и разгрузки судов и вёл активную торговлю гуано, сахаром и шерстью. Здесь же располагались газовые, сахарные и машиностроительные заводы.
Во время цунами 1746 года порт Кальяо был практически полностью разрушен стихией.

## Население
Кальяо входит в состав столичной агломерации. Здесь на 2017 год насчитывалось около 1 млн человек, причем численность постоянно увеличивается. Плотность населения — 6816 чел/км², в северном районе Вентанилья — 3993 чел/км². Преобладают женщины: 51,15 %. Доля детей до 14 лет — 24,5 %. Уровень грамотности — 92,9 %. В национальном составе преобладают метисы (73,9 %), кечуа — 10,6 %. Среди верующих больше католиков (76 %).

## Административное деление
| № | Провинции                                                             | Население, чел. (2017) | Площадь, км² | Карта провинции |
| - | --------------------------------------------------------------------- | ---------------------- | ------------ | --------------- |
| 1 | Кальяо-Серкадо (Callao Cercado)                                       | 451 260                | 45,65        | Районы Кальяо   |
| 2 | Бельявиста (Bellavista)                                               | 74 851                 | 4,56         | Районы Кальяо   |
| 3 | Кармен-де-ла-Легуа-Рейносо (Carmen de La Legua)                       | 42 240                 | 2,12         | Районы Кальяо   |
| 4 | Ла-Перла (La Perla)                                                   | 61 417                 | 2,75         | Районы Кальяо   |
| 5 | Ла-Пунта (La Punta)                                                   | 3 829                  | 0,75         | Районы Кальяо   |
| 6 | Вентанилья (Ventanilla)                                               | 315 600                | 79,0         | Районы Кальяо   |
| 7 | Ми-Перу (Mi Perú)                                                     | 45 297                 | 2,82         | Районы Кальяо   |
| * | Острова Сан-Лоренсо и Эль-Фронтон (Islas de San Lorenzo y el Frontón) | -                      | 16,9         | Районы Кальяо   |